# ¿Cómo te llama?
¿Cómo te llama? è il secondo album solista di Albert Hammond Jr., chitarrista dei The Strokes, e figlio di Albert Hammond. È stato pubblicato il 7 luglio 2008.

## Tracce
1. Bargain Of A Century
2. In My Room
3. Lisa
4. GfC
5. The Boss Americana
6. Rocket
7. Victory At Monterey
8. You Won't Be Fooled By This
9. Spooky Couch
10. Borrowed Time
11. G Up
12. Miss Myrtle
13. Feed Me Jack Or: How I Learned To Stop Worrying And Love Peter Sellers